# Блажел (Сибињ)
Блажел (рум. Blăjel) насеље је у Румунији у округу Сибињ у општини Блажел. Oпштина се налази на надморској висини од 305 m.

## Историја
Према државном шематизму православног клира Угарске 1846. године у месту "Баластелке" живело је 175 породица, са придодатих 60 из филијале Постелке. Православни парох био је поп Патриције Бој којем је помагао капелан поп Јован Монтановић.

## Становништво
Према подацима из 2002. године у насељу је живело 2474 становника.

### Попис2002.
| Расподела становништва по националности 2002.‍ | Расподела становништва по националности 2002.‍ | Расподела становништва по националности 2002.‍ | Расподела становништва по националности 2002.‍ | Расподела становништва по националности 2002.‍ |
| --------------------------------------------- | --------------------------------------------- | --------------------------------------------- | --------------------------------------------- | --------------------------------------------- |
|                                               |                                               |                                               |                                               |                                               |
| Румуни                                        | Румуни                                        |                                               | 1.776                                         | 71,8%                                         |
| Мађари                                        | Мађари                                        |                                               | 388                                           | 15,7%                                         |
| Роми                                          | Роми                                          |                                               | 283                                           | 11,4%                                         |
| Немци                                         | Немци                                         |                                               | 23                                            | 0,9%                                          |
| други                                         | други                                         |                                               | 4                                             | 0,2%                                          |

### Хронологија
| Година       | 1992 | 1993 | 1994 | 1995 | 1996 | 1997 | 1998 | 1999 | 2000 | 2001 | 2002 | 2003 | 2004 | 2005 | 2006 | 2007 | 2008 | 2009 | 2010 | 2011 | 2012 | 2013 | 2014 | 2015 | 2016 | 2017 |
| ------------ | ---- | ---- | ---- | ---- | ---- | ---- | ---- | ---- | ---- | ---- | ---- | ---- | ---- | ---- | ---- | ---- | ---- | ---- | ---- | ---- | ---- | ---- | ---- | ---- | ---- | ---- |
| Становништво | 2481 | 2435 | 2416 | 2383 | 2425 | 2418 | 2452 | 2446 | 2439 | 2438 | 2439 | 2450 | 2525 | 2503 | 2498 | 2465 | 2479 | 2482 | 2458 | 2461 | 2460 | 2480 | 2453 | 2431 | 2433 | 2429 |